# 保尼
保尼（Pauni），是印度马哈拉施特拉邦Bhandara县的一个城镇。总人口22583（2001年）。

## 人口
该地2001年总人口22583人，其中男性11487人，女性11096人；0—6岁人口2754人，其中男1389人，女1365人；识字率71.49%，其中男性为79.67%，女性为63.02%。